# Stajkovce, Vlasotince
Jugovzhodno Stajkovce (izvirno srbsko Стајковце) je naselje v Srbiji, ki upravno spada pod Občino Vlasotince; slednja pa je del Jablaniškega upravnega okraja.

## Demografija
V naselju živi 1215 polnoletnih prebivalcev, pri čemer je njihova povprečna starost 37,9 let (36,1 pri moških in 39,8 pri ženskah). Naselje ima 291 gospodinjstev, pri čemer je povprečno število članov na gospodinjstvo 5,51.
To naselje je, glede na rezultate popisa iz leta 2002, večinoma srbsko, a v času zadnjih 3 popisov je opazen porast števila prebivalcev.
|  |

| Demografija | Demografija     | Demografija     |
| Leto        | Št. prebivalcev | Št. prebivalcev |
| ----------- | --------------- | --------------- |
|             |                 |                 |
|             |                 |                 |
|             |                 |                 |
|             |                 |                 |
| 1948        | 1204            |                 |
| 1953        | 1308            |                 |
| 1961        | 1337            |                 |
| 1971        | 1379            |                 |
| 1981        | 1457            |                 |
| 1991        | 1515            | 1513            |
| 2002        | 1617            | 1603            |
|             |                 |                 |

| Etnična sestava po popisu iz leta 2002 | Etnična sestava po popisu iz leta 2002 | Etnična sestava po popisu iz leta 2002 | Etnična sestava po popisu iz leta 2002 | Etnična sestava po popisu iz leta 2002 |
| -------------------------------------- | -------------------------------------- | -------------------------------------- | -------------------------------------- | -------------------------------------- |
| Srbi                                   | Srbi                                   |                                        | 1.601                                  | 99,87%                                 |
| Makedonci                              | Makedonci                              |                                        | 1                                      | 0,06%                                  |
| Bolgari                                | Bolgari                                |                                        | 1                                      | 0,06%                                  |
| Neznano                                | Neznano                                |                                        | 0                                      | 0,0%                                   |